# Toshitaka Tsurumi
Toshitaka Tsurumi (鶴見 聡貴 Tsurumi Toshitaka?, nacido el 22 de diciembre de 1986 en Kanagawa) es un exfutbolista japonés. Jugaba de centrocampista y su último club fue el FC Maruyasu Okazaki de Japón.

## Trayectoria

### Clubes
| Club                | País  | Año         |
| ------------------- | ----- | ----------- |
| Shonan Bellmare     | Japón | 2005 - 2007 |
| Gainare Tottori     | Japón | 2007 - 2013 |
| Nara Club           | Japón | 2014 - 2015 |
| FC Maruyasu Okazaki | Japón | 2016        |

## Estadística de carrera

### J. League
| Club            | Año   | J. League | J. League | Copa J. League | Copa J. League | Total | Total |
| Club            | Año   | Part.     | Goles     | Part.          | Goles          | Part. | Goles |
| --------------- | ----- | --------- | --------- | -------------- | -------------- | ----- | ----- |
| Shonan Bellmare | 2005  | 0         | 0         | -              | -              | 0     | 0     |
| Shonan Bellmare | 2006  | 5         | 0         | -              | -              | 5     | 0     |
| Shonan Bellmare | 2007  | 0         | 0         | -              | -              | 0     | 0     |
| Gainare Tottori | 2011  | 16        | 0         | -              | -              | 16    | 0     |
| Gainare Tottori | 2012  | 29        | 3         | -              | -              | 29    | 3     |
| Gainare Tottori | 2013  | 11        | 0         | -              | -              | 11    | 0     |
| Total           | Total | 61        | 3         | 0              | 0              | 61    | 3     |